# Seattle SuperSonics
|  | Aquest article tracta sobre l'equip desaparegut dels Seattle SuperSonics. Vegeu-ne altres significats a «Oklahoma City Thunder». |

Seattle SuperSonics va ser una franquícia NBA amb seu a Seattle, Washington, des de 1967 fins a 2008. En finalitzar la temporada 2007-08, la franquícia es va mudar a Oklahoma City sota un nom diferent, guardant els drets del nom de l'equip, el color i el logotip per a una futura franquícia a la ciutat de Seattle.
Dels tres grans equips professionals de la ciutat, amb els Seattle Seahawks de futbol americà i els Mariners de beisbol, és l'únic que ha aconseguit guanyar un títol a nivell nacional (l'equip germà de la WNBA, les Seattle Storm, també ho van aconseguir en una ocasió).

## Pavellons
La ciutat de Seattle va hostatjar dos All-Star Game de l'NBA, el de 1974 al Seattle Center Coliseum, i el de 1988 al Kingdome, on el jugador dels Sonics Tom Chambers va aconseguir l'MVP del partit.
- 1967-1978 Seattle Center Coliseum
- 1978–1985 The Kingdome
- 1985-1994 Seattle Center Coliseum
- 1994–1995 Tacoma Dome (Durant la remodelació del KeyArena)
- 1995–2008 KeyArena (el renovat i reanomenat Seattle Center Coliseum)

## Història de la franquícia

### Els començaments

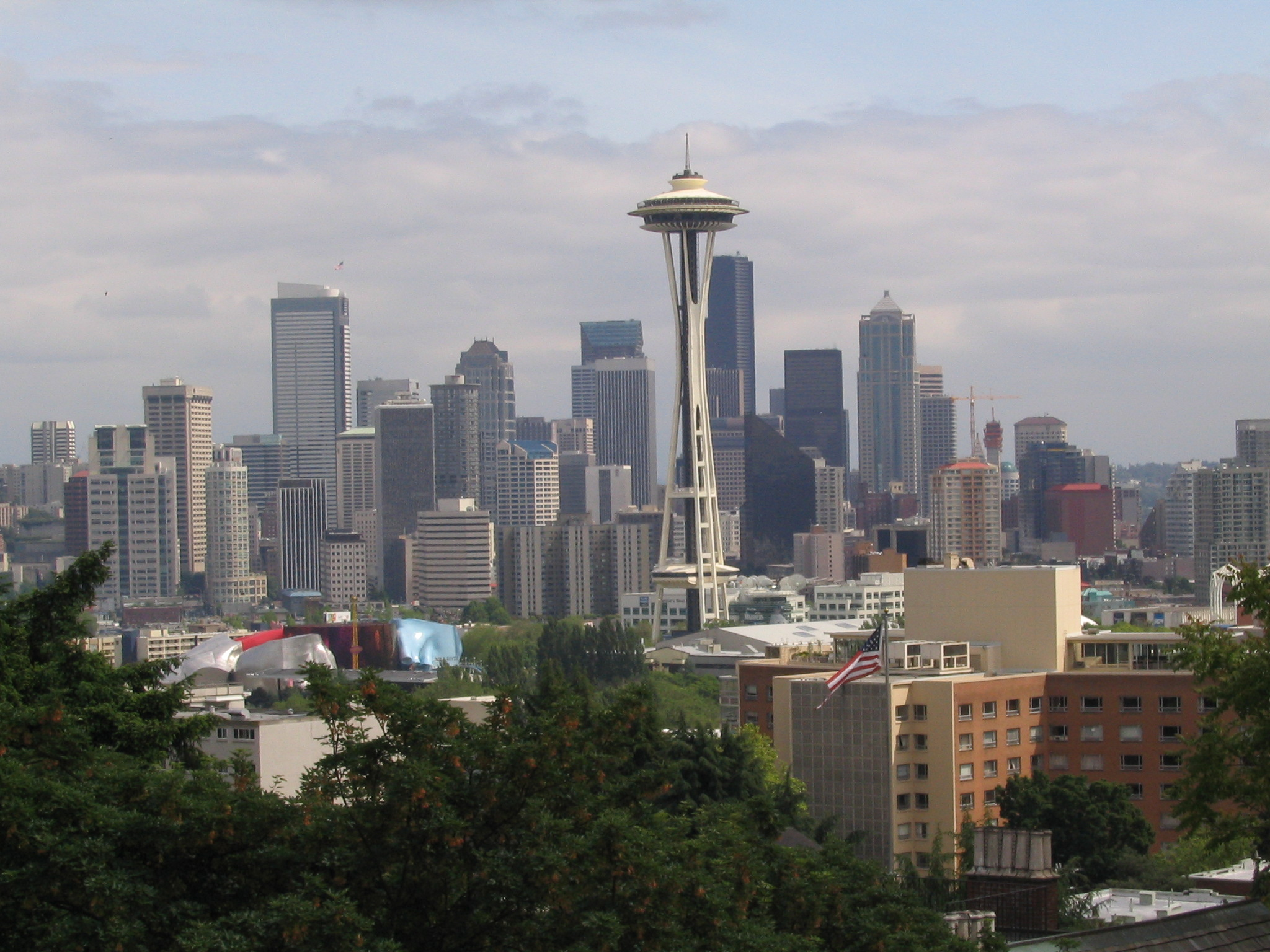
Des de 1967, Seattle posseïa una franquícia NBA.

El 20 de desembre de 1966, l'empresari de Los Angeles Sam Shulman, juntament amb Eugene V. Klein i un grup d'accionistes minoritaris, van aconseguir una franquícia a la lliga NBA per a la ciutat de Seattle. Van anomenar a l'equip els Supersònics a causa del contracte que la ciutat havia aconseguit per a la fabricació del Boeing 2707, primer avió supersònic de fabricació americana (finalment cancel·lat). Va ser la primera franquícia professional de la ciutat de l'estat de Washington. Van començar a jugar a l'octubre de 1967, entrenats per Al Bianchi, i tenint a l'equip el base all star Walt Hazzard i els membres de l'equip ideal de rookies Bob Rule i Al Tucker. Malgrat això, la seva primera temporada en la lliga es va considerar un fracàs, a l'acabar amb 23 partits guanyats i 59 perduts. En la temporada següent Hazzard va ser traspassat a Atlanta Hawks a canvi del futur membre del Basketball Hall of Fame Lenny Wilkens. Aquest jugador va reforçar el joc de perímetre dels Sonics, amb una mitjana de 22,4 punts, 8,2 assistències i 6,2 rebots per partit a la temporada 1968-69. Rule, mentrestant, va millorar substancialment les seves estadístiques de rookie, aconseguint 24 punts i 11,5 rebots per partit. Malgrat això, els Sonics només van guanyar 30 partits en tota la temporada, i Bianchi va ser reemplaçat per Wilkens a la banqueta en acabar-la.

### Els anys 70
Wilkens i Rule van representar a Seattle a l'All-Star Game de 1970, i Wilkens va liderar l'NBA en assistències a la temporada 1969-70. No obstant això, a principis de la temporada següent Rule es va lesionar de gravetat al seu tendó d'Aquiles, perdent-se la resta. Wilkens va ser nomenat aquest any MVP de l'All Star, però les millors notícies per a la franquícia van venir per part del seu propietari, Sam Shulman, el qual, després d'una dura batalla jurídica, es va fer amb els serveis del Rookie de l'Any i MVP de la lliga rival ABA, el gran Spencer Haywood. A la següent temporada per fi el nombre de victòries va superar al de derrotes, amb un record de 47-35. al març tenien ja un record de 46-27, però les lesions seguides de 3 dels seus titulars els van dur a perdre 8 dels últims 9 partits de la temporada regular, impedint-los arribar als play-offs.
Al començament de la temporada següent, Wilkens va ser traspassat a Cleveland Cavaliers, en una decisió molt impopular, i que va fer que acabessin la temporada amb uns pobres 26 partits guanyats per 56 perduts. Una de les seves poques alegries aquest any va ser la inclusió de Haywood en el millor quintet de l'NBA, després de fer una mitjana de 29,2 punts i 12,9 rebots per partit. A l'any següent va ser contractat com entrenador el llegendari Bill Russell, el qual va dur a l'equip a disputar els play-offs per primera vegada en la seva història. Van derrotar els Detroit Pistons en primera ronda, abans de caure amb els que serien els campions, els Golden State Warriors.
A la temporada 1975-76, Haywood va ser traspassat als Knicks, però, malgrat això, van aconseguir novament aconseguir els play-offs, sent derrotats pels Phoenix Suns en 6 partits. Russell va deixar l'equip a la temporada següent, i amb el seu substitut, Bob Hopkins, van iniciar la temporada de forma desastrosa, guanyant només 5 dels seus 22 primers partits. Va ser ràpidament substituït per Lenny Wilkens, que tornava a l'equip, canviant per complet la seva trajectòria, acabant amb un record de 47-35, sent campions de la Conferència Oest i arribant a la final, la qual van perdre 4-3 contra els Washington Bullets, després d'anar guanyant per 3-2. A l'any següent, i després d'aconseguir mantenir la plantilla intacta de la temporada anterior, va arribar per fi la glòria, en guanyar en la final de conferència als Suns, i derrotar els Bullets a la final per 4 victòries a 1, aconseguint la seva fins ara únic títol de Campió de l'NBA. A l'equip destacaven el recentment mort Dennis Johnson i Paul Silas, entre altres grans jugadors.

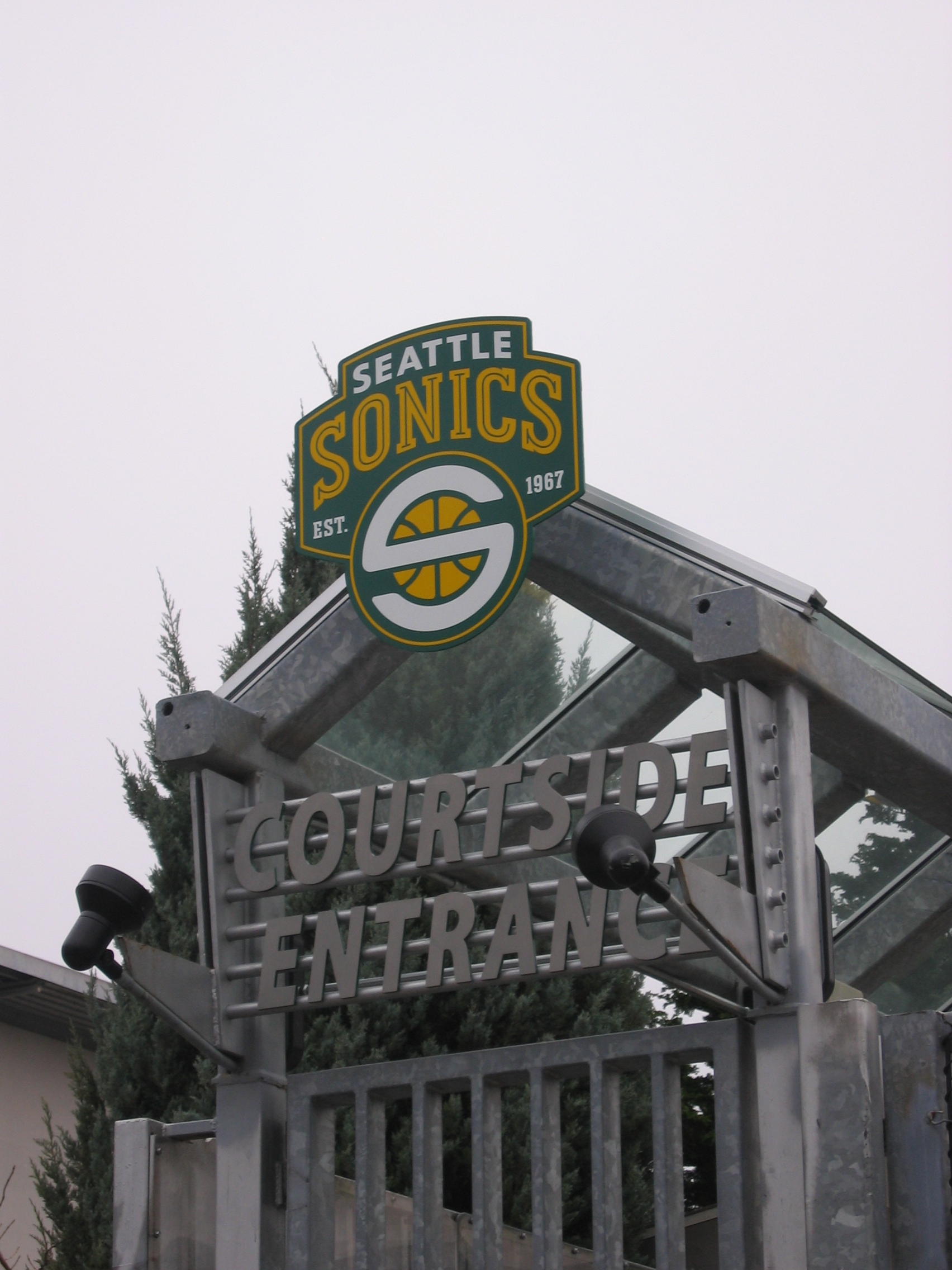
Entrada al KeyArena.

### Els Anys 80
A la temporada 1979-80, els Sonics van acabar en la segona posició de la Divisió Pacífic, darrere dels Lakers, amb un record de 56 victòries i 26 derrotes. Fred Brown va aconseguir ser el millor anotador de la lliga de tres punts, Jack Sikma va jugar el seu segon de 7 All-Star Game amb Seattle, Gus Williams i Dennis Johnson van ser triats en el segon millor equip de la lliga, i aquest últim va ser també inclòs en el millor quintet defensiu per segon any consecutiu. Van arribar per tercer any seguit a les finals de la Conferència Oest, però van ser derrotats pels Lakers en 5 partits. Va ser l'última temporada que Johnson i Williams van jugar junts, ja que el primer va ser traspassat a Phoenix Suns i el segon va deixar l'equip després d'una disputa contractual. Com a resultat d'això, en la seva següent temporada els Sonics van caure a l'últim lloc de la seva divisió, amb una marca de 34-48. Williams va tornar a l'any següent, i durant les dues temporades posteriors, els nombres de l'equip van millorar substancialment.
A l'octubre de 1983 l'equip és venut a Barry Ackerley, iniciant en aquest moment un període de declivi i mediocritat a la franquícia. El 1984 Fred Brown es retira, després de 13 temporades jugant a l'equip. En reconeixement de la seva labor, la seva samarreta va ser retirada el 1986. Lenny Wilkens va deixar l'equip el 1985, i, després del traspàs de Jack Sikma, tots els resquicis de l'equip campió de 1979 havien desaparegut.
De la segona part de la dècada dels 80 cap destacar a Tom Chambers, que va ser MVP de l'All Star del 87, l'aparició per sorpresa en les finals de la Conferència Oest aquest mateix any, i el trio màgic que van formar l'esmentat Chambers, Xavier McDaniel i Dale Ellis, els quals en la temporada següent van fer una mitjana de més de 20 punts cadascun.

### Els Anys 90

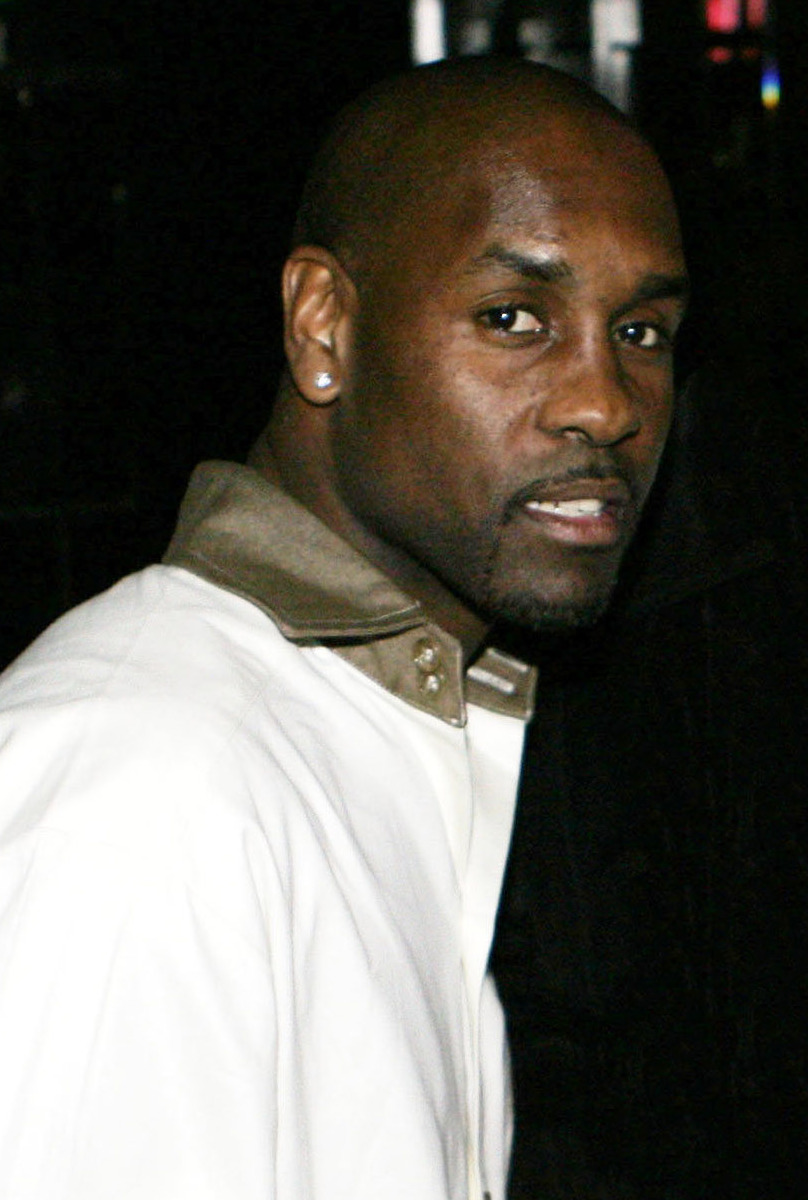
Gary Payton va liderar als Sonics a les Finals de 1996.

Els Sonics recompongueren el seu equip, gràcies a les eleccions al Draft de 1989 de l'aler Shawn Kemp i del base Gary Payton al de 1990, a més del traspàs a altres equips de Xavier McDaniel i Dale Ellis. Però la seva veritable tornada a la competitivitat es va produir quan George Karl va arribar a la banqueta el 1992. Amb la millora d'ambdós jugadors van aconseguir a la temporada 1992-93 un excel·lent rècord de 55 victòries per tan sols 27 derrotes, arribant a les finals de conferència, on van caure en el setè i definitiu partit contra els Phoenix Suns.
A l'any següent van obtenir el millor rècord de tota la lliga en la temporada regular, guanyant 63 partits, però van sofrir la humiliació de caure en la primera ronda de play-offs contra els Denver Nuggets, sent la primera vegada en la història que l'equip número u cau en dita ronda contra el classificat en vuitè lloc. Potser la millor plantilla en la història de la franquícia la van tenir a la temporada 1995-96, quan van aconseguir unir als esmentats Kemp i Payton amb el poderós aler alemany Detlef Schrempf, el base Nate McMillan i el pívot Sam Perkins, però, després d'arribar a la final de l'NBA, van caure 4-2 enfront dels poderosos Chicago Bulls, liderats pel qual molts consideren millor jugador de la història, Michael Jordan.

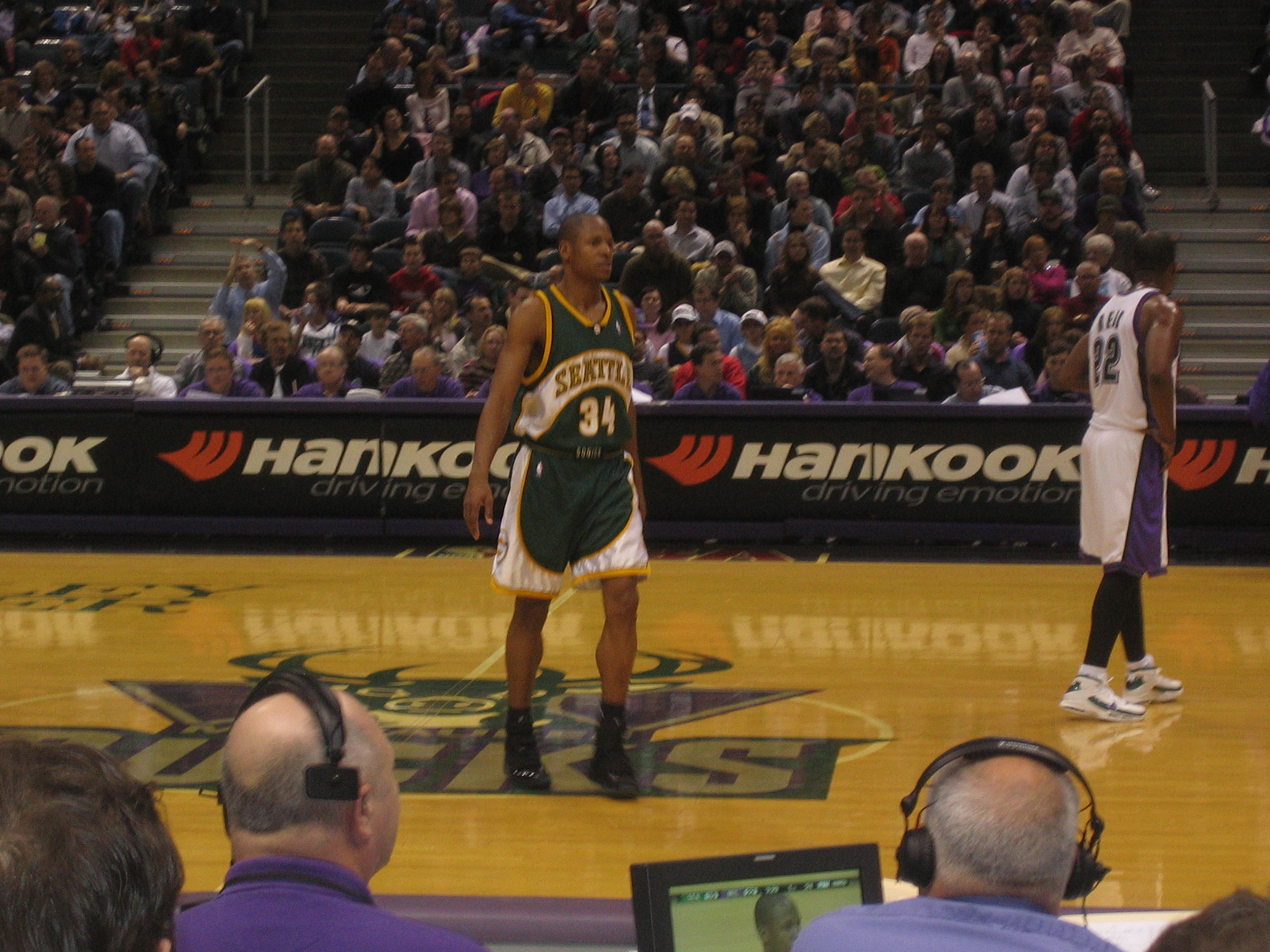
Ray Allen, una de les estrelles dels Sonics.

Durant dos anys més van seguir dominant la Conferència Oest, però l'equip va entrar de nou en declivi després de la retirada del seu especialista defensiu Nate McMillan al final de la temporada 1997-98.

### Última temporada a Seattle amb baix rendiment
La Temporada 2007-08 l'equip començà sota la direcció tècnica de P.J. Carlesimo i el rookie Kevin Durant com figura aquesta temporada, no obstant això, les coses no van funcionar com esperava la franquícia i van acabar amb un negatiu 20-62.
Ja acabada la temporada 2007-08 l'alcalde de Seattle i la dirigència dels SuperSonics van tenir una discussió per a mantenir la franquícia en aquesta ciutat. L'actual propietari de l'equip demanava que es financés un pavelló valorat en 500 M de dòlars íntegrament amb fons municipals. La ciutat no es podia permetre aquesta despesa, ja que feia poc s'havia ajudat a finançar el Safeco Field, on juguen els Seattle Mariners i el Qwest Field o també anomenat CenturyLink Field, on juguen els Seattle Seahawks i els Seattle Sounders.
No es va aconseguir arribar a un acord i, per tant, l'equip es va acabar traslladant d'una forma escandalosa.

### Controvèrsia en la recol·locació dels Seattle SuperSonics
Una de les principals controvèrsies d'aquest trasllat és la manera en què es va fer. Clayton Bennett, natural d'Oklahoma City volia aconseguir que la ciutat d'Oklahoma tingués equip a l'NBA. Amb aquest desig es va posar amb contacte amb el comissionat de l'NBA i amic seu David Stern. David Stern va assessorar a Clay Bennett, dient-li els equips que acabaven contracte amb els seus pavellons i un d'aquests eren els Seattle SuperSonics. Clay Bennett va comprar l'equip a Howard Schultz l'any 2006 prometent que faria el possible per a mantenir l'equip a la ciutat de Seattle i fins i tot firmant un acord de bones intencions.
Clay Bennett un cop es va adjudicar l'equip va apujar els preus de les entrades i va traspassar als jugadors importants de l'equip com Ray Allen o Rashard Lewis per aconseguir d'aquesta manera menys afluència de públic al Key Arena i poder utilitzar aquesta raó com a motiu per al trasllat. L'any 2008 després de no haver-hi acord entre Clay Bennett i la ciutat de Seattle per a la construcció d'un pavelló, es va amenaçar amb el trasllat. És conegut que Clay Bennett volia el pavelló nou a Renton, a 20Km de Seattle amb un cost aproximat de 500 milions de dòlars, i que això en aquell moment era inviable per a la ciutat de Seattle. En l'últim moment es va aconseguir que Steve Ballmer, CEO de Microsoft, contribuís amb 300 milions de dòlars per a la construcció d'aquest nou pavelló. Clay Bennett assessorat per David Stern va rebutjar l'oferta i va presentar la sol·licitud de trasllat.
Al Juny del 2008 ja amb el trasllat aprovat per 28 vots a favor i només 2 en contra (Paul Allen, propietari dels Portland Trail-Blazers i Mark Cuban, propietari dels Dallas Mavericks) l'ajuntament de Seattle va denunciar a la franquícia per l'incompliment del contracte que vinculava a l'equip amb el Key Arena fins a l'any 2010. En el judici es va arribar a un acord en el qual la ciutat de Seattle es quedava amb el nom (SuperSonics), els colors de l'equip (Verd, Or, Blanc), la història de la franquícia i els seus rècords. La franquícia també va haver de pagar 75 milions de dòlars a la ciutat de Seattle. A canvi Clay Bennett podia traslladar ja des d'aquest mateix any a l'equip cap a Oklahoma City i començar a jugar allà la temporada 2008-2009.
Tota aquesta trama va sortir a la llum i va fer que David Stern en haver recolzat i ajudat a Clay Bennett per aconseguir el trasllat d'una franquícia històrica quedés molt mal mirat per molts aficionats de l'NBA.

### Futur
Per a Seattle i els seus habitants ha estat un mal tràngol la marxa de l'equip, i són ja molts els quals estan treballant perquè l'NBA torni aviat a la ciutat de l'estat de Washington.
En aquest sentit, homes importants de la regió de Seattle entre els quals estan inclosos: 
- Christopher Hansen, director del fons de cobertura Valiant Capital.
- Steve Ballmer, CEO de Microsoft.
- Walter 'Wally' Walker, exexecutiu dels Sonics.
- La família Nordstrom, propietària d'una cadena de botigues de roba.
- També hi participen exjugadors dels Sonics com Gary Payton i Shawn Kemp

De moment s'ha aconseguit firmar un acord d'entesa entre la ciutat de Seattle i aquest grup per a la construcció d'un nou pavelló valorat amb 490 milions de dòlars. D'aquests diners la major quantitat la posa el grup inversor liderat per Chris Hansen i la part restant la ciutat de Seattle i el comtat de King. El pavelló tindrà una capacitat de 18500 espectadors en partits NBA, 17500 en partits de l'NHL i 19000 en concerts. El pavelló no es començara a construir fins que Seattle tingui un equip NBA assegurat.

## Trajectòria
Nota: G: Partits guanyats P:Partits perduts %:percentatge de victòries
| Temporada           | G    | P    | %    | Play-offs                                                                                          | Resultats                                                                                  |
| ------------------- | ---- | ---- | ---- | -------------------------------------------------------------------------------------------------- | ------------------------------------------------------------------------------------------ |
| Seattle SuperSonics |      |      |      | |                                                                                            |
| 1967-68             | 23   | 59   | .280 | |                                                                                            |
| 1968-69             | 30   | 52   | .366 | |                                                                                            |
| 1969-70             | 36   | 46   | .439 | |                                                                                            |
| 1970-71             | 38   | 44   | .463 | |                                                                                            |
| 1971-72             | 47   | 35   | .573 | |                                                                                            |
| 1972-73             | 26   | 56   | .317 | |                                                                                            |
| 1973-74             | 36   | 46   | .439 | |                                                                                            |
| 1974-75             | 43   | 39   | .524 | Guanyen en 1a ronda Perden semifinal de Conferència                                                | Seattle 2, Detroit 1 Golden State 4, Seattle 2                                             |
| 1975-76             | 43   | 39   | .524 | Perden semifinal de Conferència                                                                    | Phoenix 4, Seattle 2                                                                       |
| 1976-77             | 40   | 42   | .488 | |                                                                                            |
| 1977-78             | 47   | 35   | .573 | Guanyen en 1a ronda Guanyen semifinal de Conferència Guanyen Final de Conferència Perden Final NBA | Seattle 2, Los Angeles 1 Seattle 4, Portland 2 Seattle 4, Denver 2 Washington 4, Seattle 3 |
| 1978-79             | 52   | 30   | .634 | Guanyen semifinal de Conferència Guanyen Final de Conferència Guanyen Final NBA                    | Seattle 4, Los Angeles 1 Seattle 4, Phoenix 3 Seattle 4, Washington 1                      |
| 1979-80             | 56   | 26   | .683 | Guanyen en 1ª ronda Guanyen semifinal de Conferència Perden Final de Conferència                   | Seattle 2, Portland 1 Seattle 4, Milwaukee 3 Los Angeles 4, Seattle 1                      |
| 1980-81             | 34   | 48   | .415 | |                                                                                            |
| 1981-82             | 52   | 30   | .634 | Guanyen en 1a ronda Perden semifinal de Conferència                                                | Seattle 2, Houston 1 San Antonio 4, Seattle 1                                              |
| 1982-83             | 48   | 34   | .585 | Perden en 1a ronda                                                                                 | Portland 2, Seattle 0                                                                      |
| 1983-84             | 42   | 40   | .512 | Perden en 1a ronda                                                                                 | Dallas 3, Seattle 2                                                                        |
| 1984-85             | 31   | 51   | .378 | |                                                                                            |
| 1985-86             | 31   | 51   | .378 | |                                                                                            |
| 1986-87             | 39   | 43   | .476 | Guanyen en 1a ronda Guanyen semifinal de Conferència Perden Final de Conferència                   | Seattle 3, Dallas 1 Seattle 4, Houston 2 Los Angeles 4, Seattle 1                          |
| 1987-88             | 44   | 38   | .537 | Perden en 1a ronda                                                                                 | Denver 3, Seattle 2                                                                        |
| 1988-89             | 47   | 35   | .573 | Guanyen en 1a ronda Perden semifinal de Conferència                                                | Seattle 3, Houston 1 Los Angeles 4, Seattle 0                                              |
| 1989-90             | 41   | 41   | .500 | |                                                                                            |
| 1990-91             | 41   | 41   | .500 | Perden en 1a ronda                                                                                 | Portland 3, Seattle 2                                                                      |
| 1991-92             | 47   | 35   | .573 | Guanyen en 1a ronda Perden semifinal de Conferència                                                | Seattle 3, Golden State 1 Utah 4, Seattle 1                                                |
| 1992-93             | 55   | 27   | .671 | Guanyen en 1a ronda Guanyen semifinal de Conferència Perden Final de Conferència                   | Seattle 3, Utah 2 Seattle 4, Houston 3 Phoenix 4, Seattle 3                                |
| 1993-94             | 63   | 19   | .768 | Perden en 1a ronda                                                                                 | Denver 3, Seattle 2                                                                        |
| 1994-95             | 57   | 25   | .695 | Perden en 1a ronda                                                                                 | L.A. Lakers 3, Seattle 1                                                                   |
| 1995-96             | 64   | 18   | .780 | Guanyen en 1a ronda Guanyen semifinal de Conferència Guanyen Final de conferència Perden Final NBA | Seattle 3, Sacramento 1 Seattle 4, Houston 0 Seattle 4, Utah 3 Chicago 4, Seattle 2        |
| 1996-97             | 57   | 25   | .695 | Guanyen en 1a ronda Perden semifinal de Conferència                                                | Seattle 3, Phoenix 2 Houston 4, Seattle 3                                                  |
| 1997-98             | 61   | 21   | .744 | Guanyen en 1a ronda Perden semifinal de Conferència                                                | Seattle 3, Minnesota 2 L.A. Lakers 4, Seattle 1                                            |
| 1998-99             | 25   | 25   | .500 | |                                                                                            |
| 1999-2000           | 45   | 37   | .549 | Perden en 1a ronda                                                                                 | Utah 3, Seattle 2                                                                          |
| 2000-01             | 44   | 38   | .537 | |                                                                                            |
| 2001-02             | 45   | 37   | .549 | Perden en 1a ronda                                                                                 | San Antonio 3, Seattle 2                                                                   |
| 2002-03             | 40   | 42   | .488 | |                                                                                            |
| 2003-04             | 37   | 45   | .451 | |                                                                                            |
| 2004-05             | 52   | 30   | .634 | Guanyen en 1a ronda Perden semifinal de Conferència                                                | Seattle 4, Sacramento 1 San Antonio 4, Seattle 2                                           |
| 2005-06             | 35   | 47   | .427 | |                                                                                            |
| 2006-07             | 31   | 51   | .383 | |                                                                                            |
| 2007-08             | 20   | 62   | .244 | |                                                                                            |
| Totals              | 1746 | 1585 | .524 | |                                                                                            |
| Playoffs            | 109  | 109  | .500 | 1 Campionat                                                                                        | 1 Campionat                                                                                |

## Històric d'entrenadors
| #     | Número d'ordre                                      |
| PE    | Partits com a entrenador                            |
| V     | Victòries                                           |
| D     | Derrotes                                            |
| V–D % | Percentatge Victòries–Derrotes                      |
| *     | Ha passat tota la seva carrera als Supersonics      |
| †     | Pertany al Basketball Hall of Fame com a entrenador |

| Seattle SuperSonics |                    |           |     |     |     |      |    |    |    |                    |
| 1                   | Al Bianchi         | 1967-1969 | 164 | 53  | 111 | .323 | —  | —  | —  |                    |
| 2                   | Lenny Wilkens†     | 1970-1972 | 246 | 121 | 125 | .492 | —  | —  | —  |                    |
| 3                   | Tom Nissalke       | 1972–1973 | 45  | 13  | 32  | .289 | —  | —  | —  |                    |
| 4                   | Bucky Buckwalter   | 1973      | 37  | 13  | 24  | .351 | —  | —  | —  |                    |
| 5                   | Bill Russell       | 1973-1977 | 328 | 162 | 166 | .494 | 15 | 6  | 9  |                    |
| 6                   | Bob Hopkins*       | 1977      | 22  | 5   | 17  | .227 | —  | —  | —  |                    |
| –                   | Lenny Wilkens†     | 1977-1985 | 634 | 357 | 277 | .563 | 69 | 37 | 32 | 1 Campionat (1979) |
| 7                   | Bernie Bickerstaff | 1985-1989 | 322 | 160 | 162 | .497 | 27 | 12 | 15 |                    |
| 8                   | Tom Newell*        | 1989      | 1   | 0   | 1   | .000 | —  | —  | —  |                    |
| 9                   | Bob Kloppenburg    | 1989      | 5   | 1   | 4   | .200 | —  | —  | —  |                    |
| –                   | Bernie Bickerstaff | 1989–1990 | 82  | 41  | 41  | .500 | —  | —  | —  |                    |
| 10                  | K.C. Jones         | 1990-1992 | 118 | 59  | 59  | .500 | 5  | 2  | 3  |                    |
| –                   | Bob Kloppenburg    | 1992      | 4   | 2   | 2   | .500 | —  | —  | —  |                    |
| 11                  | George Karl        | 1992-1998 | 534 | 384 | 150 | .719 | 80 | 40 | 40 |                    |
| 12                  | Paul Westphal      | 1998-2001 | 147 | 76  | 71  | .517 | 5  | 2  | 3  |                    |
| 13                  | Nate McMillan      | 2001-2005 | 395 | 212 | 183 | .537 | 16 | 8  | 8  |                    |
| 14                  | Bob Weiss          | 2005–2006 | 30  | 13  | 17  | .433 | —  | —  | —  |                    |
| 15                  | Bob Hill           | 2006–2007 | 134 | 53  | 81  | .396 | —  | —  | —  |                    |
| 16                  | P. J. Carlesimo    | 2007–2008 | 82  | 20  | 62  | .244 | —  | —  | —  |                    |

## Jugadors històrics

### Membres delBasketball Hall of Fame
- Lenny Wilkens, inclòs en el Saló de la Fama el 1989 com jugador, i el 1998 com entrenador.
- Dennis Johnson, jugador dels Sonics des del 1976 fins al 1980. L'any 1979 va ser nomenat MVP de les finals.
- Gary Payton, apodat con 'el Guant' (The Glove), va ser jugador dels Sonics des de l'any 1990 fins a l'any 2003. Inclòs en el Saló de la Fama el 2013.
- Patrick Ewing, només va jugar l'any 2000 amb els Sonics provinent d'un traspàs amb els New York Knicks.

### Números retirats
La retirada d'un número en un equip de l'NBA és el més alt honor amb el qual es pot distingir a un jugador, entrenador, o fins i tot un executiu. Aquests dorsals ja no es podran tornar a utilitzar per cap altre jugador.
| Números retirats pels Seattle SuperSonics |                 |              |               |                             |
| N°                                        | Jugador         | Posició      | Anys al equip | Dia que es retira el número |
| 1                                         | Gus Williams    | Base         | 1977–1984     | 26 de Març, 2004            |
| 10                                        | Nate McMillan   | Escolta      | 1986–1998     | 24 de Març, 1999            |
| 19                                        | Lenny Wilkens   | Base         | 1968–1972     | 19 d'Octubre, 1979          |
| 24                                        | Spencer Haywood | Ala pívot    | 1971–1975     | 26 de Febrer, 2007          |
| 32                                        | Fred Brown      | Base/Escolta | 1971–1984     | 6 de Novembre, 1986         |
| 43                                        | Jack Sikma      | Pívot        | 1977–1986     | 21 de Novembre, 1992        |
| (Micròfon)                                | Bob Blackburn   | Locutor      | 1967–1992     |                             |

## Premis
| Millor Defensor - Gary Payton - 1996 MVP de les Finals - Dennis Johnson - 1979 Executiu de l'Any - Zollie Volchok - 1983 - Bob Whitsitt - 1994 Rookie de l'Any - Kevin Durant - 2008 Jugador Més Millorat - Dale Ellis - 1987 Millor Ciutadà - Slick Watts - 1976 MVP de l'All-Star Game - Lenny Wilkens - 1971 - Tom Chambers - 1987 | Millor Quintet de la Temporada - Spencer Haywood - 1972, 1973 - Gus Williams - 1982 - Gary Payton - 1998, 2000 Segon Millor Quintet de la Temporada - Spencer Haywood - 1974, 1975 - Dennis Johnson - 1980 - Gus Williams - 1980 - Shawn Kemp - 1994, 1995, 1996 - Gary Payton - 1995, 1996, 1997, 1999, 2002 - Vin Baker - 1998 - Ray Allen - 2005 Tercer Millor Quintet de la Temporada - Dale Ellis - 1989 - Gary Payton - 1994, 2001 | Millor Quintet Defensiu - Slick Watts - 1976 - Dennis Johnson - 1979, 1980 - Gary Payton - 1994, 1995, 1996, 1997, 1998, 1999, 2000, 2001, 2002 Segon Millor Quintet Defensiu - Lonnie Shelton - 1982 - Jack Sikma - 1982 - Danny Vranes - 1985 - Nate McMillan - 1994, 1995 Millor Quintet de Rookies - Al Tucker - 1968 - Bob Rule - 1968 - Art Harris - 1969 - Tom Burleson - 1975 - Jack Sikma - 1978 - Xavier McDaniel - 1986 - Derrick McKey - 1988 Segon Millor Quintet de Rookies - Gary Payton - 1991 - Desmond Mason - 2001 - Vladimir Radmanović - 2002 |